# Abu Iszhák Ibráhím ibn Jahja az-Zarkáli
Abu Iszhák Ibráhím ibn Jahja az-Zarkáli (neve ismert még Al-Zarqali és Ibn Zarqala formában is) (1029–1087) arab csillagász.
Neve latinosított formában Arzachel vagy Arsechieles.
Többnyire Toledóban élt, majd Córdobába költözött. Munkái jelentős hatást gyakoroltak a kor arab csillagászaira, elsősorban Andalúziában.
A Holdon az Arzachel kráter őrzi a nevét.

## Élete
Vizigót családból származott, akik áttértek az iszlám hitre. Fémművesnek tanult, az Arzachel is az arab al-Zarqali al-Naqqash kifejezésből ered, aminek jelentése a vésnök. Tehetséges volt a geometriában és a csillagászatban. Mialatt Toledóban élt, többször járt Córdobában, ahol csillagászati ismereteket tanított.
1085-ben Toledót elfoglalta VI. Alfonz kasztíliai király, így Toledo keresztény irányítás alá került. Az-Zarkálinak és kollégáinak, köztük Al‐Waqqashi-nak (1017–1095) menekülniük kellett.
A 12. században Gerardus Cremonensis lefordította az-Zarkáli munkáit latin nyelvre. Regiomontanus a 15. században egy könyvet írt, amiben kedvezően nyilatkozott az-Zarkáliról. 1530-ban Jacob Ziegler német tudós megjegyzéseket fűzött az-Zarkáli egyik munkájához. Kopernikusz a De Revolutionibus Orbium Coelestium című művében, ami 1530-ban jelent meg, idézi az-Zarkáli és al-Battani munkáit.

## Tudományos munkái
Két könyvet is írt egy csillagászati műszer, az equatorium elkészítéséről. A 13. században X. Alfonz kasztíliai király parancsára a művet spanyol nyelvre fordították. Tökéletesítette az asztrolábiumot, amihez táblázatokat is készített, amik Európában Saphaea. néven váltak ismertté.
Feljegyzések szerint olyan vízórát készített, ami egész nap mutatta az időt és a holdhónap napjait is.
Pontosította a Klaudiosz Ptolemaiosz által megadott földrajzi adatokat. Például a Földközi-tenger hosszát Ptolemaiosz tévesen 62 fokban adta meg, a korrekt érték az az-Zarkáli által megállapított 42 fok.
A Nap éves útjával foglalkozó munkájában megállapította a pálya apszispontjainak elmozdulását az állócsillagokhoz képest. Mérései alapján ez 12,9 szögmásodpercnek adódott, ami igen közel van a ma pontosnak tartott 11,6-os értékhez.
Az-Zarkáli hozzájárult a később híressé vált Toledói táblázatok létrehozásához. A mű egyrészt korábbi megfigyelési adatok adaptációja volt, másrészt új adatokat is tartalmazott.  Az-Zarkáli ismert volt a saját maga által összeállított táblázatairól is. Akkoriban sok táblázat készült, de az-Zarkáli táblázatai például lehetővé tették a kopt, a római, a perzsa vagy a holdhónap kezdő napjának megállapítását. Más táblázatai a bolygók pozícióit adták meg tetszőleges időpontban, vagy a napfogyatkozások vagy holdfogyatkozások dátumát jelezték előre.

## Fordítás
- Ez a szócikk részben vagy egészben  az   Abū Ishāq Ibrāhīm al-Zarqālī című angol Wikipédia-szócikk fordításán alapul.  Az eredeti cikk szerkesztőit annak laptörténete sorolja fel. Ez a jelzés csupán a megfogalmazás eredetét és a szerzői jogokat jelzi, nem szolgál a cikkben szereplő információk forrásmegjelöléseként.